# Jack Buckner
Jack Buckner (Reino Unido, 22 de septiembre de 1961) es un atleta británico, especializado en la prueba de 5000 m en la que llegó a ser medallista de bronce mundial en 1987.

## Carrera deportiva
En el Mundial de Roma 1987 ganó la medalla de bronce en los 5000metros, corriéndolos en un tiempo de 13:27.78 segundos, llegando a la meta tras el marroquí Saïd Aouita y el portugués Domingos Castro.